# 斯图雷·彼得松
斯图雷·彼得松（瑞典語：Sture Pettersson，1942年9月30日—1983年6月26日），瑞典男子自行车运动员。他曾代表瑞典参加1964年和1968年夏季奥林匹克运动会自行车比赛，共获得一枚银牌和一枚铜牌。